# 新川大神宮
新川大神宮（しんかわだいじんぐう）は、東京都中央区新川一丁目に所在する神社である。江戸酒問屋の守り神として知られる。

## 歴史
1625年（寛永2年）、慶光院周清上人が徳川第2代将軍の徳川秀忠から江戸代官町に屋敷を賜り、邸内に伊勢神宮（内宮・外宮）の遥拝所を設けられたことがはじまりである。1657年（明暦3年）、明暦の大火で消失したのち、霊巌島（現在の新川）に移った。新川は水運の便がよく、酒問屋の集積地として栄えた。1945年（昭和20年）3月9日、東京大空襲で社殿が焼失。1952年に酒問屋有志により再建され、同年10月17日に竣工遷宮ならびに例大祭が挙行された。新川大神宮の様子は、江戸名所図会にも描かれている。

## 行事

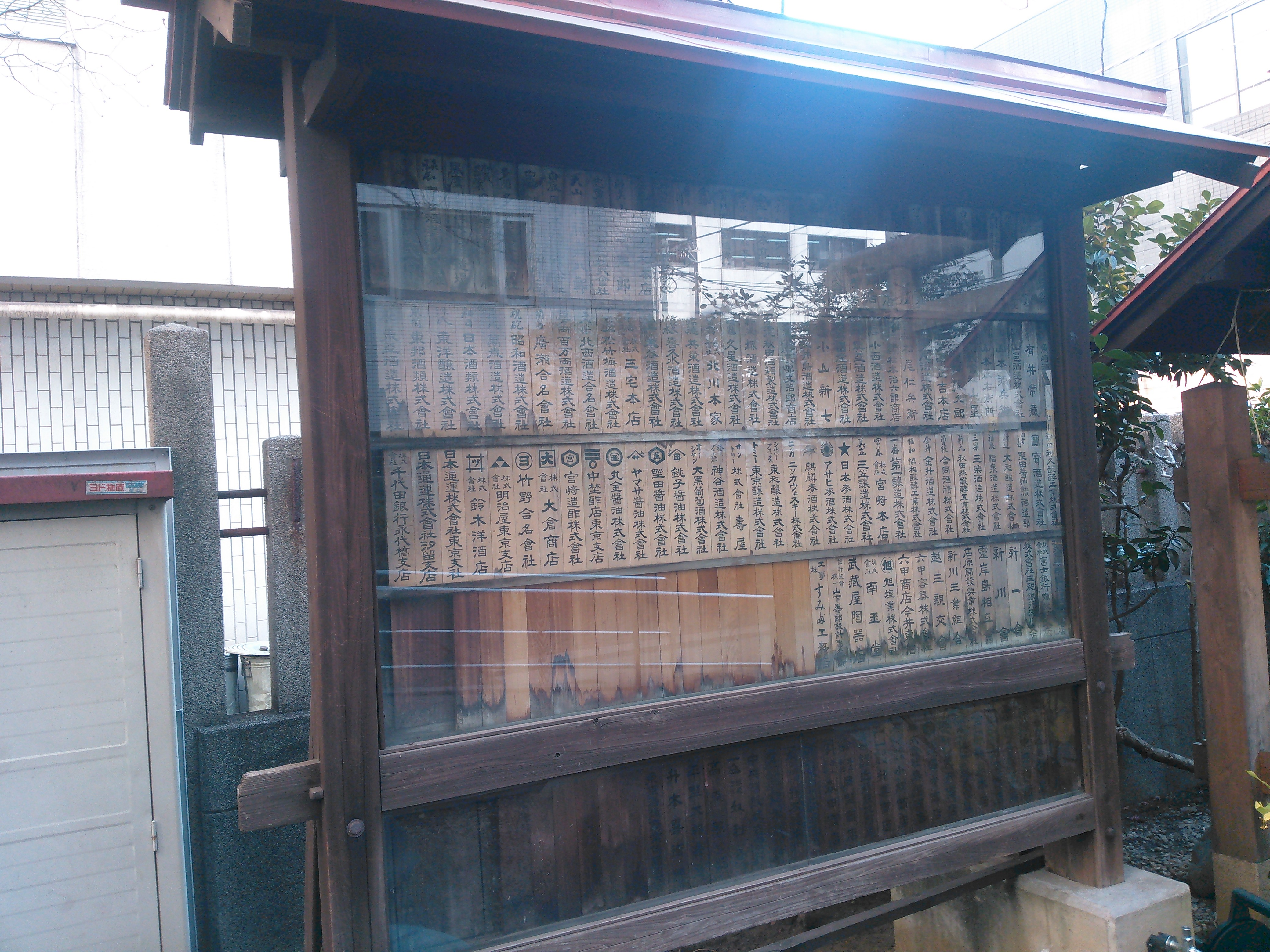
崇敬者・発起人等銘板には、酒造や醤油会社などの名が連なる

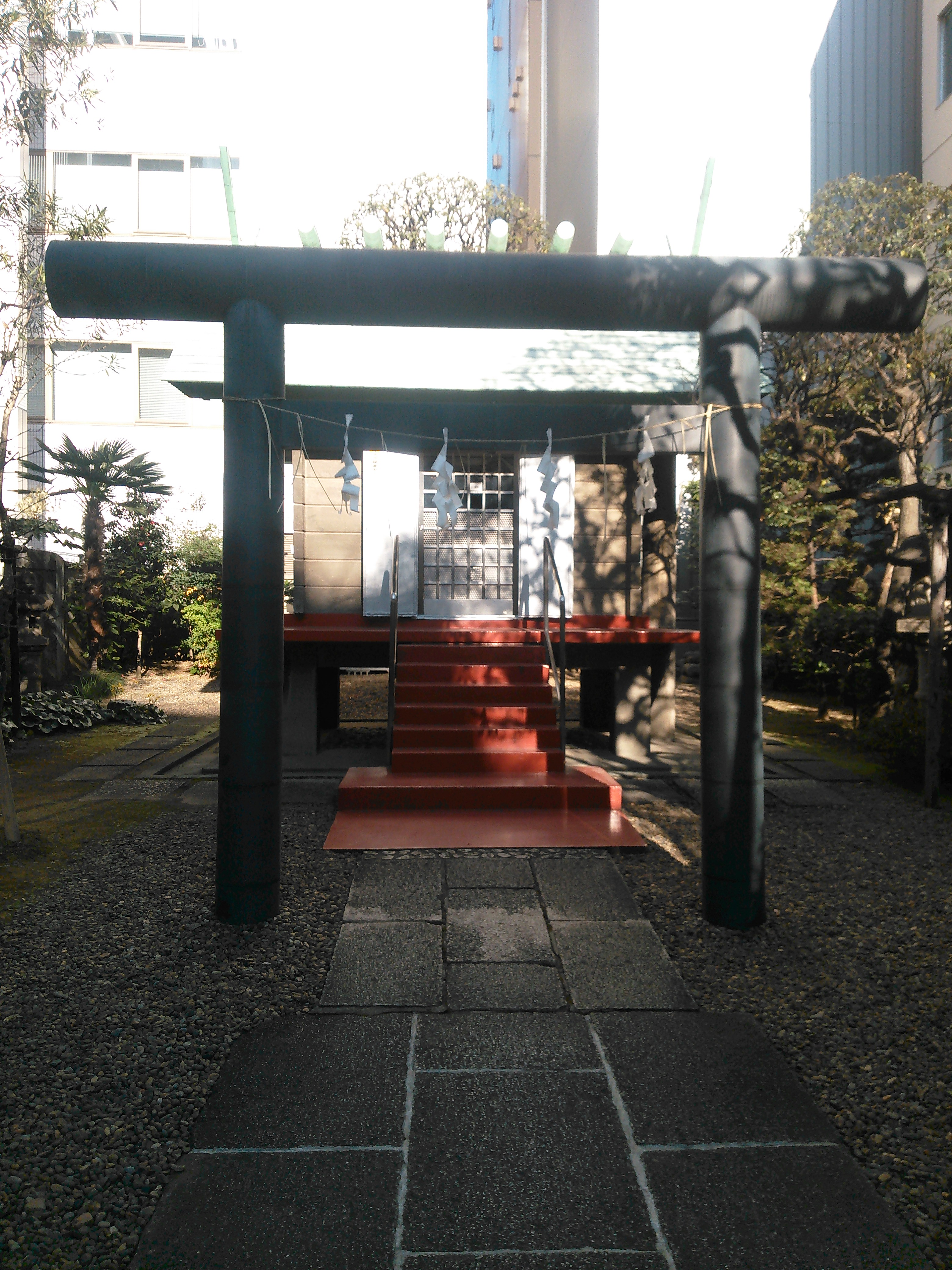
二の鳥居と社殿

毎年10月17日前後に、酒類業界関係者や近隣住民が参加し、富岡八幡宮の宮司により例大祭が行われる。隣接する酒フーズ健保会館で行われる直会では「新川締め」とよばれる独特の手締めが行われる。これは商談成立や初売りなど、酒問屋の行事でも行われる。
12月末には樽酒祭りを開催しその場でご祈祷済の樽酒を瓶に移し替え販売も行っている。

## 関連文献
- 斎藤長秋 編「巻之一 天枢之部 新川大神宮」『江戸名所図会』 一、有朋堂書店〈有朋堂文庫〉、1927年、168-169頁。NDLJP:1174130/90。